# Vy-le-Ferroux
Vy-le-Ferroux ist eine französische Gemeinde im Département Haute-Saône in der Region Bourgogne-Franche-Comté.

## Geographie
Vy-le-Ferroux liegt auf einer Höhe von 226 m über dem Meeresspiegel, neun Kilometer südlich von Scey-sur-Saône-et-Saint-Albin und etwa 14 Kilometer westsüdwestlich von Vesoul (Luftlinie). Das Dorf erstreckt sich im zentralen Teil des Departements, in einer weiten Talmulde des Ruisseau de Vy-le-Ferroux südlich des Saônetals. 
Die Fläche des 5,70 km² großen Gemeindegebiets umfasst einen Abschnitt im Bereich des oberen Saônebeckens. Der zentrale Teil des Gebietes wird von einer ehemals sumpfigen Mulde eingenommen. Heute ist hier der 43 ha große Étang de Vy-le-Ferroux aufgestaut. In diesen mündet von Osten der Ruisseau de Vy-le-Ferroux, der das Gebiet nach Norden zur Saône entwässert. Von Südwesten mündet der Ruisseau de Noidans. Die Flusstäler sind leicht in das umgebende Plateau eingetieft, das durchschnittlich auf 240 m liegt. Diese Hochfläche besteht im südlichen Teil aus sandig-mergeligen Sedimenten des Tertiärs, während nördlich des Ortes auch kalkige Gesteine der oberen Jurazeit zutage treten. Die fruchtbaren Böden werden überwiegend landwirtschaftlich genutzt. Nach Westen erstreckt sich das Gemeindeareal in das ausgedehnte Waldgebiet des Bois des Mazes. Hier wird mit 259 m die höchste Erhebung von Vy-le-Ferroux erreicht.
Nachbargemeinden von Vy-le-Ferroux sind Traves im Norden, Raze im Osten, Noidans-le-Ferroux im Süden sowie Soing-Cubry-Charentenay im Westen.

## Geschichte
Im Mittelalter gehörte Vy zur Freigrafschaft Burgund und darin zum Gebiet des Bailliage d’Amont. Die lokale Herrschaft über das Dorf hatten die Herren von Rupt inne. Auch die Johanniterkommende bei Chantes hatte Grundbesitz im Dorf. Zusammen mit der Franche-Comté gelangte Vy mit dem Frieden von Nimwegen 1678 definitiv an Frankreich. Vy-le-Ferroux war Standort eines Hochofens und einer Gießerei, in der das Eisenerz, das früher in der Umgebung abgebaut wurde, verarbeitet wurde. Heute ist Vy-le-Ferroux Mitglied des 22 Ortschaften umfassenden Gemeindeverbandes Communauté de communes des Combes.

## Bevölkerung
| Jahr                       | 1962 | 1968 | 1975 | 1982 | 1990 | 1999 | 2008 | 2018 |
| Einwohner                  | 182  | 174  | 141  | 149  | 140  | 147  | 173  | 155  |
| Quellen: Cassini und INSEE |      |      |      |      |      |      |      |      |

Mit 159 Einwohnern (1. Januar 2022) gehört Vy-le-Ferroux zu den kleinsten Gemeinden des Départements Haute-Saône. Nachdem die Einwohnerzahl in der ersten Hälfte des 20. Jahrhunderts deutlich abgenommen hatte (1886 wurden noch 349 Personen gezählt), wurden seit Mitte der 1970er Jahre nur noch geringe Schwankungen verzeichnet.

## Sehenswürdigkeiten
Die einschiffige Dorfkirche Saint-Étienne in Vy-le-Ferroux wurde 1782 neu erbaut. Zur reichen Ausstattung gehören Mobiliar aus dem 18. Jahrhundert sowie zahlreiche Holzstatuen aus dem 16. Jahrhundert.

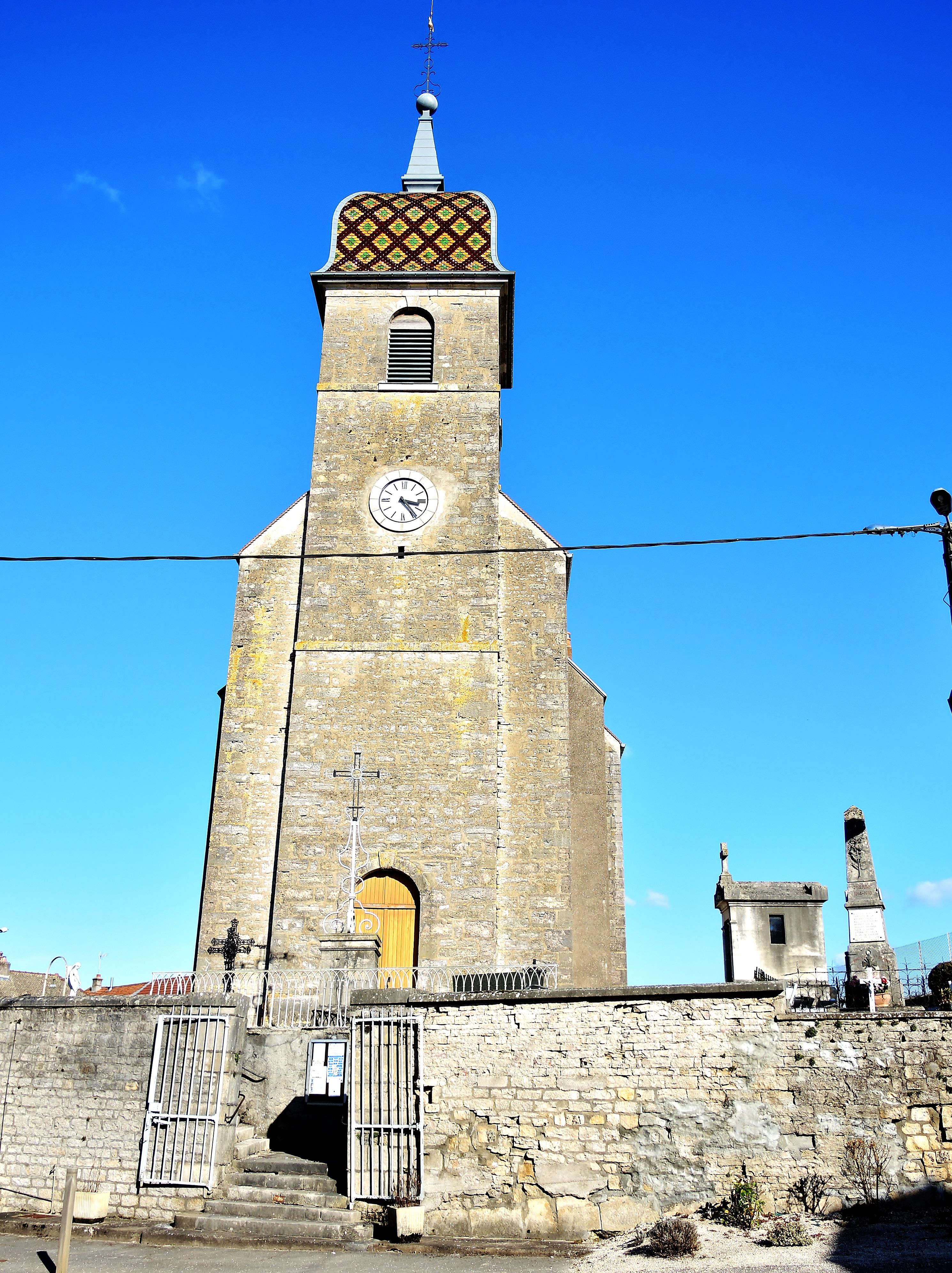
Kirche Saint-Étienne

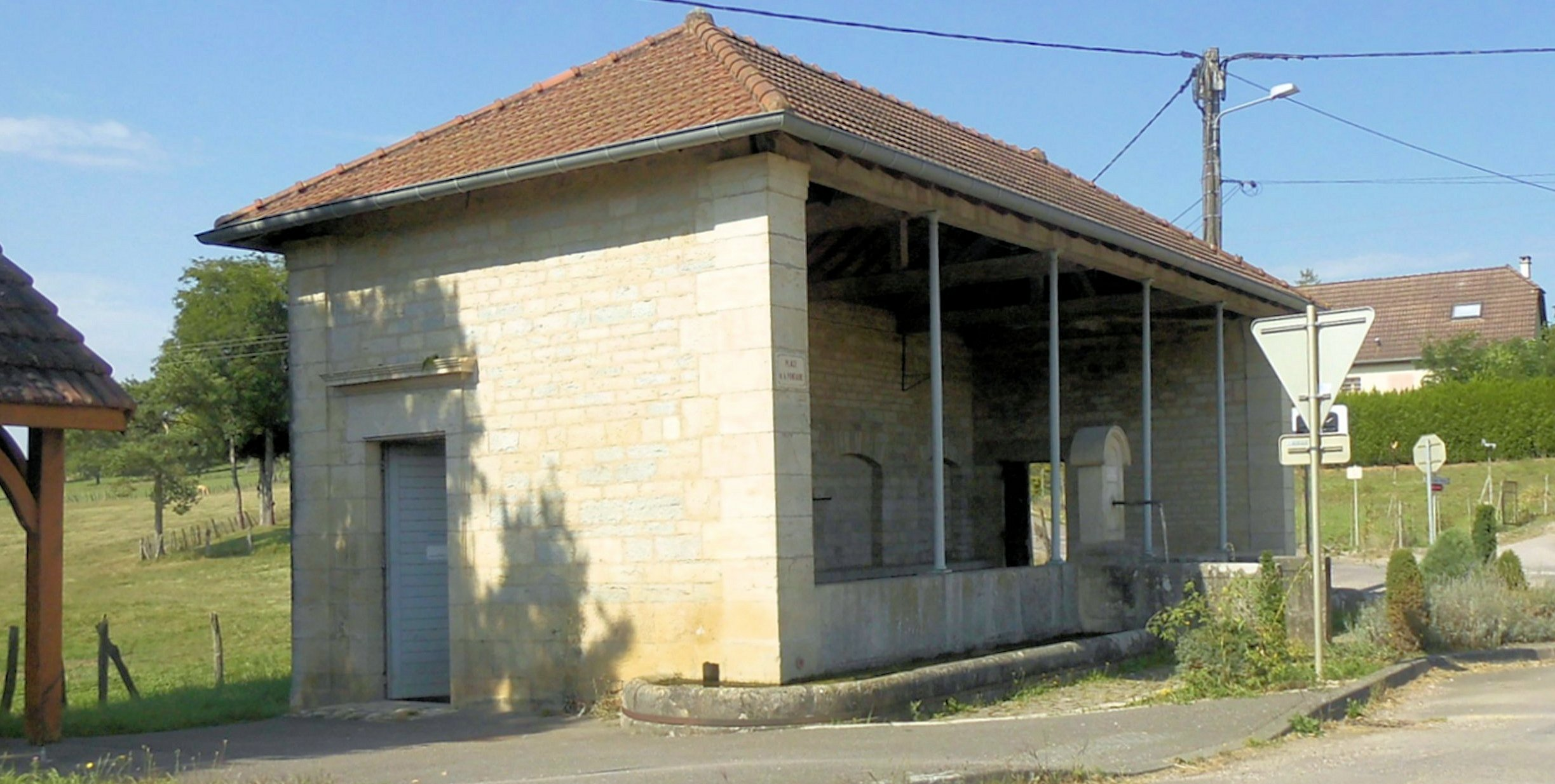
Lavoir (ehemaliges Waschhaus)

## Wirtschaft und Infrastruktur
Vy-le-Ferroux war lange Zeit ein vorwiegend durch die Landwirtschaft (Ackerbau, Obstbau und Viehzucht) und die Forstwirtschaft geprägtes Dorf. Von Bedeutung für das wirtschaftliche Leben war auch die Gießerei. Heute gibt es einige Betriebe des lokalen Kleingewerbes. In den letzten Jahrzehnten hat sich das Dorf zu einer Wohngemeinde gewandelt. Viele Erwerbstätige sind deshalb Wegpendler, die in der Agglomeration Vesoul ihrer Arbeit nachgehen.
Der Ort liegt abseits der größeren Durchgangsachsen an einer Departementsstraße, die von Scey-sur-Saône-et-Saint-Albin nach Fretigney-et-Velloreille führt. Eine weitere Straßenverbindung besteht mit Raze.